# Keizer, Oregon
Keizer (IPA: [ˈkɑɪ zɚ]) là một thành phố trong Quận Marion, tiểu bang Oregon, Hoa Kỳ. Thành phố được đặt tên của Thomas Dove và J.B. Keizer, hai nhà tiên phong đã đến bằng xe ngựa kéo, và sau đó lập hồ sơ xin cấp đất theo Đao luật Ban đất năm 1850. Dân số là 32.203 người theo điều tra dân số năm 2000. Ước tính năm 2006 là 34.880 cư dân.

## Lịch sử
Khu vực định cư ban đầu là ở gần bờ Sông Willamette. Cộng đồng được đặt tên của Thomas Dove Keizur, một trong các người định cư đầu tiên. Bằng cách nào đó lúc làm sổ sách xin cấp đất, tên của ông bị đánh vần sai.
Khu định cư này bị thiệt hại trong lần lụt lội năm 1861, và các cư dân đã tái xây dựng nhà của họ trên đất cao hơn. Các trận lụt sau đó nữa trong năm 1943, 1945, 1946 và 1948 đã làm chậm sự phát triển của cộng đồng, và không phát triển mãi cho đến khi các con đập được xây dựng trong thập niên 1950 để điều tiết dòng chảy của sông Willamette giúp Keizer bắt đầu thịnh vượng.
Nhiều lần thành phố Salem muốn sáp nhập cộng đồng đang phát triển này nằm gần bên cạnh địa giới của mình. Bắt đầu vào năm 1964, một số cư dân của Keizer đã cố thuyết phục người dân của Keizer thành lập thành phố riêng của mình. Mãi đến ngày 2 tháng 11 năm 1982, với sự hỗ trợ của cộng đồng chưa được tổ chức gần bên cạnh là Clear Lake, các cư dân đã bỏ phiếu đồng thuận tổ chức Keizer thành một thành phố.

## Địa lý
Nằm ở vị trí 45°0′2″B 123°1′19″T / 45,00056°B 123,02194°TĐã đưa tham số không hợp lệ vào hàm {{#coordinates:}} (45.000491, -123.021885)1.
Theo Văn phòng Điều tra Dân số Hoa Kỳ, thành phố có tổng diện tích là 19,1 km² (7,4 mi²). 18,7 km² (7,2 mi²) là đất và 0,4 km² (0,2 mi²) hay 2.03% là nước.